# Clash at the Castle

Logo dell'edizione 2022.

Clash at the Castle è un premium live event di wrestling organizzato annualmente dalla WWE. La prima edizione è stata organizzata nel 2022.

## Edizioni
| Edizione        | Data             | Città   | Sede                 | Main event                      | Fonte       |
| --------------- | ---------------- | ------- | -------------------- | ------------------------------- | ----------- |
| 2022 (Dettagli) | 3 settembre 2022 | Cardiff | Principality Stadium | Roman Reigns vs. Drew McIntyre  | [ 1 ] [ 2 ] |
| 2024 (Dettagli) | 15 giugno 2024   | Glasgow | OVO Hydro            | Damian Priest vs. Drew McIntyre | [ 3 ]       |